# Ed Lauter
Pour les articles homonymes, voir Lauter.
Ed Lauter est un acteur américain, né le 30 octobre 1938 à Long Beach (État de New York) et mort le 16 octobre 2013 à Los Angeles (Californie).

## Biographie

### Jeunesse et formation
Ed Lauter pratique le basket-ball durant sa jeunesse. Il obtient une bourse afin d'étudier l'anglais à l'université de Long Island,, dont il sort diplômé en 1961. Il intègre une école d'art dramatique, puis devient humoriste de stand-up. Il décroche un petit rôle dans une pièce de théâtre montée à Broadway en 1968,.

### Carrière
L'acteur apparaît pour la première fois à l'écran en 1971 dans un épisode du feuilleton télévisé Mannix. Lauter joue des personnages secondaires durant toute sa carrière et tient fréquemment des rôles de « méchant » dans des séries policières américaines. Il tourne dans Kojak, L'Agence tous risques (The A-Team) ou encore Deux flics à Miami (Miami Vice). Dans les années 2000, il tient un rôle récurrent dans la série médicale Urgences (ER).
Au cinéma, il se fait connaître grâce à son rôle dans Plein la gueule (The Longest Yard) en 1974. Dans les années 1970, il tourne notamment dans Complot de famille (Family Plot) d'Alfred Hitchcock et le remake de King Kong produit par Dino De Laurentiis.
Il interprète le premier chauffeur de Peppy Miller (Bérénice Bejo) dans The Artist, sorti en 2011.

### Vie personnelle
Ed Lauter est le cousin de la comédienne Elaine Stritch.

### Mort
Atteint de mésothéliome, une forme rare de cancer, il meurt le 16 octobre 2013 des suites de la maladie.

## Filmographie sélective
- 1972 : Billy le cave (Dirty Little Billy) de Stan Dragoti
- 1972 : Requiem pour des gangsters (Hickey & Boggs) de Robert Culp
- 1972 : Les rebelles viennent de l'enfer (Bad Company)
- 1972 : Rage : Simpson
- 1973 : Une fille nommée Lolly Madonna (Lolly-Madonna XXX)
- 1973 : Complot à Dallas (Executive Action)
- 1973 : Last American Hero de Lamont Johnson
- 1974 : Le flic se rebiffe (The Midnight Man)
- 1974 : Plein la gueule (The Longest Yard)
- 1975 : Le Solitaire de Fort Humboldt (Breakheart Pass)
- 1975 : French Connection 2
- 1976 : King Kong
- 1976 : Complot de famille
- 1977 : Le Bison blanc (The White Buffalo)
- 1978 : Magic - Duke
- 1981 : Chasse à mort (Death Hunt)
- 1981 : L'Homme de Prague (The Amateur)
- 1982 : Timerider, le cavalier du temps perdu
- 1983 : Cujo
- 1984 : Signé : Lassiter (Lassiter)
- 1985 : Profession : Génie (Real Genius) de Martha Coolidge : David Decker
- 1985 : School Girls (Girls Just Want to Have Fun)
- 1986 : Les Derniers jours de Patton (The Last Days of Patton), Patton, né pour être soldat (en) (téléfilm) : Le Lt Col Paul Hill
- 1986 : Le Justicier de New York (Richard S. Shriker)
- 1986 : Le Contrat (Raw Deal)
- 1986 : Youngblood
- 1987 : Les Tronches 2 (Revenge of the Nerds II: Nerds in Paradise)
- 1989 : Né un 4 juillet (Born on the Fourth of July)
- 1990 : Un pourri au paradis (My New Heaven)
- 1993 : True Romance
- 1994 : Procès devant jury (Trial by Jury)
- 1995 : Leaving Las Vegas
- 1996 : Les Hommes de l'ombre (Mulholland Falls)
- 2000 : Treize jours (Thirteen Days)
- 2001 : Sex Academy (Not Another Teen Movie)
- 2004 : Starship Troopers 2 (Starship Troopers 2 : Hero of the Federation)
- 2005 : Mi-temps au mitard (The Longest Yard)
- 2005 : Brothers in Arms
- 2006 : Ricky Bobby : Roi du circuit (Talladega Nights: The Ballad of Ricky Bobby)
- 2006 : Seraphim Falls
- 2007 : Le Nombre 23 (The Number 23)
- 2011 : The Artist : (le premier chauffeur de Peppy Miller)
- 2014 : The Town That Dreaded Sundown : le shérif Doyle

### À la télévision
- 1974 : Kojak - Saison 1, épisode 20 (Mojo) : Floyd
- 1977 : Drôles de dames - Saison 1, épisode 23 : Lieutenant Howard Fine
- 1980 : Alcatraz: The Whole Shocking Story : Frank Morris
- 1983 : L'Agence tous risques - Saison 1, épisode 6 (Bagarre à Bad Rock) : Sheriff Hank Thompson
- 1984 : L'Agence tous risques - Saison 2, épisode 21 (Opération finale) : Major Douglas Kyle
- 1991 : Contretemps (Golden Years) : général Louis Crewes
- 1993 : X-Files de Chris Carter - Saison 1, épisode 9 (Espace) : Colonel Marcus Aurelius Belt
- 1998 : Un dollar pour un mort (Dollar for the Dead) de Gene Quintano
- 2001 : Charmed - Saison 3 épisode 14 (La ville fantôme) : Sutter
- 1998-2002 : Urgences (ER) - 6 épisodes : capitaine des pompiers Dannaker
- 2009 :  Grey's anatomy : Timothy (saison 5, épisode 8)
- 2012-2013 : Shameless : Dick Healey - saison 2, épisode 8 ; saison 3, épisode 1, 2 et 12